# ۷۸۶ (میلادی)
۷۸۶ (میلادی) هفتصد و هشتاد و ششمین سال تقویم میلادی است.

## رویدادها
- آغاز ساخت مسجد کوردوبا

## زادگان
- مأمون عباسی : هفتمین خلیفه عباسی.

## درگذشتگان
- کینولف، شاه وسکس

‎